# Naruto SD: Rock Lee no Seishun Full-Power Ninden
Naruto SD: Rock Lee no Seishun Full-Power Ninden (ロック・リーの青春フルパワー忍伝 Naruto SD: Rokku Rī no Seishun Furu-Pawā Ninden?, lit. Naruto SD: Rock Lee es el Máximo Poder de la Juventud) es la adaptación al anime del spin-off del manga Naruto: Rock Lee no Seishun Full-Power Ninden. Fue estrenada el 3 de abril de 2012 y finalizada el 26 de marzo de 2013 fue transmitida por los Studios Pierrot con la participación de los Seiyūs originales de la serie.

## Trama
La historia se centra en Konoha, todos los personajes son chibis y el personaje principal es Rock Lee. Junto con Tenten, Neji, su sensei Maito Gai y los demás, viven aventuras extraordinarias mientras intentan detener el mal de Orochimaru y Kabuto. Rock Lee intenta ganar el amor de Sakura, compitiendo con Naruto. En esta serie los personajes son más exagerados de lo normal y normalmente hacen pequeñas obras, lo que lo hace muy divertido a la vez. 
Los personajes son los mismos que aparecen en Naruto Shippūden, en el capítulo "¡Quiero ser el amigo de Gaara!",
Personajes de Naruto SD puede verse a los hermanos de la arena y toda la aldea. Orochimaru aparece diversas ocasiones junto con Kabuto; Deidara y Obito aparecen en  "El Arte de Deidara, siempre es Explosivamente Popular".
Existen ninjas exclusivos de esta serie, como los cobradores enmascarados, la dama y sus caballeros, así como dos personajes que quieren imitar a Rock Lee: Pac Lee y Sock Lee. El equipo de Sock Lee está conformado por Reji y Zenzen, imitaciones de Neji y Tenten. También aparecen ninjas de la capital y de otras aldeas, como la cascada, aguas termales, hierba, niebla y humo. Durante unos exámenes de revisión de Konoha, algunos ninjas intentaron robar el chakra de todos los ninjas de la aldea.

## Banda sonora
Opening
- Give Lee Give Lee Rock Lee por Animetal USA feat Hironobu Kageyama
- Love Song por OKAMOTO'S

Ending
- Twinkle Twinkle por Secret
- Go! Go! Here We Go! por Shiritsu Ebisu Chūgaku
- Daijoubu Bokura por RAM
- Ichaicha Chuchu Kyapikyapi Surisuri Dokidoki por HAPPY BIRTHDAY

## Curiosidades
- Rock Lee por causa de no poder usar ninjutsus, empieza a copiárselos a los demás:
- Rasenken (parodia del Rasengan de Naruto, pero Rock Lee gira en sí como si fuese la habilidad)
- Oiroke no Jutsu (sólo se desviste y queda en bikini, según Tenten no surte efecto alguno, sólo a Neji y a ).
- Genjutsu (son unos mini teatros que Lee hace y al parecer el único personaje que no se ve afectado es Tenten).
- Las caras de los Hokages siempre cambian de ánimo.
- En la gran mayoría de los mini teatros de Lee Neji se viste de mujer y pasaba con tal frecuencia que en un episodio Orochimaru preparó una bomba que se activaba cuando Neji se vestía de mujer.
- Todos los de la aldea saben que Hinata gusta de Naruto menos Naruto.
- Se han hecho parodias de otros animes, Series Tokusatsu, películas, incluso videojuegos Como: Supercampeones, Dragon Ball, Pokémon, Mario Kart, Doraemon, Super Sentai Series etc
- A pesar de que en este manga chibi Naruto sea un personaje secundario, en la adaptación anime, él tiene más protagonismo que en el manga.
- En el episodio 30, hubo un momento en la cual Deidara y Tobi, iban disfrazados de Yami Yugi y Seto Kaiba, personajes de Yu-Gi-Oh!, otro manga de Shonen Jump, como Naruto.

- Datos: Q18420366